# Solbjerg Stationsby
Solbjerg Stationsby er en landsby i det østlige Himmerland. Bebyggelsen har ca. 100 indbyggere, byen ligger i Rebild Kommune og Region Nordjylland. I den østlige del af byen ligger den gamle jernbanestation Solbjerg Station, som var station på Aalborg-Hadsund Jernbane, men nedlagt i 1969. Stationen er i dag indrettet som villa, og pakhuset bruges i dag som bilgarage. Byen ligger i Region Nordjylland, Rebild Kommune og Solbjerg Sogn. Byen er beliggende beliggende tæt på Ravnborgskoven.
I byen finder du Solbjerg Stationsby Vandværk.
Fra byen er der 2 km til Solbjerg, 10 km til Terndrup og 12 km til Hadsund.

## Historie
Byen er opstået omkring stationen i 1900. Byens udviklingsmuligheder var hæmmede af, at stationen lå lige ved Ravnsborg Skov, hvilket forhindrede en byudvikling mod nord, øst og syd; kun mod vest langs landevejen kunne den udvikle sig. Dertil kom, at landsbyen af samme navn et par kilometer nordpå var forholdsvis stor og havde blandt andet sognets kirke, skole, smedie. Stationsbyen voksede efterhånden til omkring 25 husstande. Den havde i mange år egen købmandsforretning. Byen havde tidligere et savværk og posthus.

### Byens navn
Byen har fået navnet Solbjerg Stationsby fordi byen var oprindeligt var en stationsby og fordi navnet Solbjerg var brugt til byen Solbjerg nord for byen. Da jernbanen blev nedlagt den 31. marts 1969 stoppede byens udvikling. Få år efter blev der lavet cykelsti, hvor jernbanen lå.